# كالوم انغوس
كالوم انغوس (بالإنجليزية: Calum Angus)‏ (15 أبريل 1986 بغرينتش في المملكة المتحدة - ) هو لاعب كرة قدم بريطاني في مركزي الدفاع وقلب الدفاع. لعب مع نادي بونه ونادي ديمبو وWilmington Hammerheads FC ‏ وSt. Louis Lions ‏ وغايس غوتنبرغ وSaint Louis Billikens men's soccer ‏.

## روابط خارجية
- كالوم انغوس على موقع قاعدة بيانات كرة القدم.إي يو (الإنجليزية)
- كالوم انغوس على موقع Soccerway.com (الإنجليزية)